# Aldo Olcese
Aldo Ítalo Olcese Vassallo, né à Lima au Pérou le 23 octobre 1974, est un footballeur péruvien. Évoluant au poste de milieu de terrain, il a joué pour 13 clubs différents dont dix dans son pays natal.

## Biographie

### Carrière de joueur

#### Carrière en club
Formé au Sporting Cristal, Aldo Olcese y fait ses débuts à l'occasion d'un match de championnat contre l'Unión Huaral, le 22 novembre 1993 (victoire 2-4). C'est face à ce même adversaire qu'il marque son premier but en championnat du Pérou en 1995, en défendant cette fois-ci les couleurs de l'Aurich-Cañaña (es). Tout au long de sa carrière, il marque 81 buts en 1re division péruvienne et sept buts en 2e division.
Il est sacré champion du Pérou à quatre reprises : en 1994 sous les couleurs du Sporting Cristal ; puis en 2003, 2004 et 2006 avec le maillot de l'Alianza Lima. En outre, il a l'occasion de s'expatrier en Belgique afin de jouer pour le KAA La Gantoise (2000-2001) et le SC Eendracht Alost (2001-2002).
Il termine sa carrière en 2015 au sein du Deportivo Municipal, qu'il contribue à faire remonter en 1re division en remportant le championnat de D2 l'année précédente. Supporter déclaré du Deportivo Municipal, il est considéré comme l'une des idoles de ce dernier.

#### Carrière en sélection
International péruvien, Aldo Olcese compte 14 matchs en équipe nationale entre 2003 et 2006 (aucun but marqué). Il dispute notamment la Copa América 2004 organisée au Pérou.

### Après-carrière
Vice-président du Deportivo Municipal, Olcese en devient le président le 7 juin 2023.

## Palmarès
| Sporting Cristal - Championnat du Pérou (1) : - Champion : 1994. |  | Alianza Lima - Championnat du Pérou (3) : - Champion : 2003, 2004 et 2006. |  | Deportivo Municipal - Championnat du Pérou D2 (1) : - Champion : 2014. |